# Bhakri
Le bhakri, aussi appelé bhākri ou bhakkari est un pain rond préparé sans levain et souvent utilisé dans la cuisine des régions du Maharashtra, du Gujarat, du Karnataka et de Goa en Inde, ainsi que dans plusieurs régions centrales et occidentales de l'Inde, notamment les régions de Rajasthan, Malwa et Karnataka. Il est plus grossier qu'un roti ordinaire et peut être de texture molle ou dure, semblable au khakhra en ce qui concerne la dureté. 

## Détails
Le bhakri est un pain de base dans l'alimentation des régions où il est consommé. Les bhakri sont fabriqués principalement avec de l'eau chaude et de la farine. C'est la nourriture traditionnelle de l'agriculteur, qui doit être apportée à la ferme à l'aube et durer pour être consommé au petit déjeuner et au déjeuner. Il est servi avec du lait caillé, du chutney, du baingan bharta, des légumes et du riz. Il est composé de farine de jowar, de bakra, de nachni. Dans la région de Konkan ainsi que dans le Goa, il est réalisé avec de la farine de riz et est servi avec du poisson grillé.
Dans les champs, les bhakri peuvent servir d’assiette dans laquelle un chutney ou un thecha (chutney à base de piments verts et d’arachides) sont servis et mangés ensemble. De nos jours, le bhakhri a été en grande partie remplacé par le roti et le phulkas.
Lorsqu'il est consommé chez soi ou dans un restaurant, le bhakri est généralement accompagné de pitla (ragoût de farine de pois chiches) ou être servi avec du curry, du chutney à l'ail, du thecha (pâte épaisse de piments verts ou rouges), des légumes verts et de l'oignon cru. Dans certaines parties du nord du Karnataka, il est servi avec du curry au brinjal farci.

## Façonnage

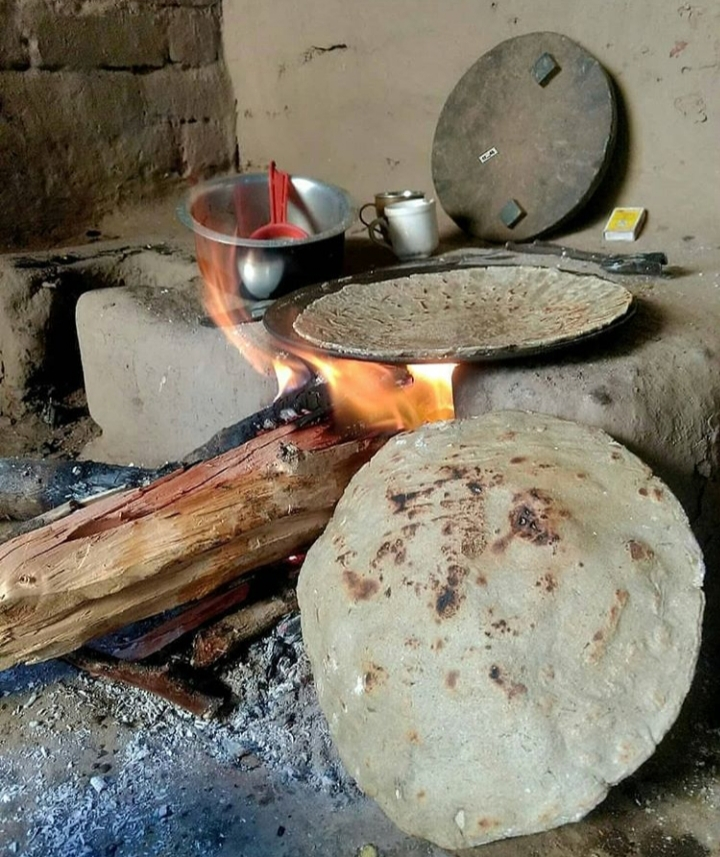
Cuisson du bhakri sur un feu.

La pâte du bhakri est préparée en mélangeant de la farine avec une petite quantité de sel dans un bol et en la pétrissant pour obtenir une pâte lisse et ferme, en ajustant la texture avec de l'eau chaude. La pâte est ensuite divisée en petites boules puis aplatie à l'aide de la paume de la main. Il existe façonnages possible : soit aplati dans les mains paume contre paume en appuyant dessus, soit en l'amincissant en tenant la pâte dans chaque main, ce qui nécessite plus d'habileté. La tava (poêle) est chauffée et le bhakri est cuit en appliquant un peu d'eau à sa surface en l'étalant avec les doigts. Il est ainsi cuit un côté après l'autre sur la tava. Une fois préparé, il est grillé à la flamme de chaque côté. 

## Typologie
- Bhakri de blé : le bhakri de blé ressemblent aux roti de blé, mais leur taille et leur profondeur sont proportionnellement plus élevées.
- Jowar bhakri : le jowar bhakri est le type le plus répandu. La pâte est préparée en mélangeant de la farine de jowar avec de l'eau chaude, et est aplatie à la main[4].
- Bajra bhakri : le bajra bhakri est principalement préparé en hiver à partir de farine de mil, en particulier vers le festival de Sankranti. La préparation est semblable à celle des jowar bhakri. Il est normalement consommé avec du chutney et du beurre.
- Nachni bhakri : les nachni bhakhri sont fabriqués à partir de millet. Ils sont préparés de la même manière que les autres bhakri.
- Bhakri de riz : le bhakhri de riz est composé de farine de riz et préparé de la même manière que les autres bhakri. Ils sont communs dans la région de Konkan.
- Dalchini bhakri : le dalchini bhakri est une nouvelle variante [réf. nécessaire] de bhakri[5]. La pâte est préparée en mélangeant de la farine de blé, de la cannelle en poudre, du beurre, du jaggery râpé et de l'eau, et parfois saupoudrée de cacao[6].